# San José (Escuintla)
San José (en honor a José de Nazaret) es una ciudad portuaria del departamento de Escuintla en la República de Guatemala. Se encuentra ubicada en la parte sur del departamento a orillas del Océano Pacífico y celebra su fiesta titular el 19 de marzo de cada año en honor a San José. 
Conocido anteriormente como Finca «El Zapote», la región cobró relevancia cuando se instaló el Puerto San José en la costa del Pacífico en la década de 1852.  Veinte años después era ya el principal puerto de Guatemala, aunque las condiciones de desembarco de pasajeros dejaban mucho que desear, pues los pasajeros eran colocados en lanchas ligeras que los llevaban desde sus embarcaciones hasta la playa;  la situación mejoró un tanto en la década de 1890 cuando se colocaron grúas para alzar a los pasajeros desde el muello, pero aun así seguía siendo una peligrosa experiencia.

## Geografía física

### Ubicación geográfica
Se encuentra a una distancia de la cabecera departamental Escuintla. Está rodeado por municipios del departamento de Escuintla, y el Océano Pacífico.
| Noroeste: La Democracia | Norte: La Democracia y Masagua | Nordeste: Masagua |
|                         |                                |                   |
| Suroeste: La Gomera     | Sur: Océano Pacífico           | Sureste: Iztapa   |

## Gobierno municipal
Los municipios se encuentran regulados en diversas leyes de la República, que establecen su forma de organización, lo relativo a la conformación de sus órganos administrativos y los tributos destinados para los mismos.  Aunque se trata de entidades autónomas, se encuentran sujetos a la legislación nacional y las principales leyes que los rigen desde 1985 son:
| N.º | Ley                                                | Descripción |
| --- | -------------------------------------------------- | --- |
| 1   | Constitución Política de la República de Guatemala | Tiene una regulación legal específica para los municipios en los artículos 253 al 262. |
| 2   | Ley Electoral y de Partidos Políticos              | Ley de carácter constitucional aplicable a los municipios en el tema de la conformación de sus autoridades electas. |
| 3   | Código Municipal                                   | Decreto 12-2002 del Congreso de la República de Guatemala. Tiene la categoría de ley ordinaria y contiene preceptos generales aplicables a todos los municipios, e inclusive contiene legislación referente a la creación de los municipios.             |
| 4   | Ley de Servicio Municipal                          | Decreto 1-87 del Congreso de la República de Guatemala. Regula las relaciones entra la municipalidad y los servidores públicos en materia laboral. Tiene su base constitucional en el artículo 262 de la constitución que ordena la emisión de la misma. |
| 5   | Ley General de Descentralizacizacion               | Decreto 14-2002 del Congreso de la República de Guatemala. Regula el deber constitucional del Estado, y por ende del municipio, de promover y aplicar la descentralización y desconcentración económica y administrativa.                                |

El gobierno de los municipios está a cargo de un Concejo Municipal mientras que el código municipal —ley ordinaria que contiene disposiciones que se aplican a todos los municipios— establece que «el concejo municipal es el órgano colegiado superior de deliberación y de decisión de los asuntos municipales […] y tiene su sede en la circunscripción de la cabecera municipal»; el artículo 33 del mencionado código establece que «[le] corresponde con exclusividad al concejo municipal el ejercicio del gobierno del municipio».
El concejo municipal se integra con el alcalde, los síndicos y concejales, electos directamente por sufragio universal y secreto para un período de cuatro años, pudiendo ser reelectos.
Existen también las Alcaldías Auxiliares, los Comités Comunitarios de Desarrollo (COCODE), el Comité Municipal del Desarrollo (COMUDE), las asociaciones culturales y las comisiones de trabajo. Los alcaldes auxiliares son elegidos por las comunidades de acuerdo a sus principios y tradiciones, y se reúnen con el alcalde municipal el primer domingo de cada mes, mientras que los Comités Comunitarios de Desarrollo y el Comité Municipal de Desarrollo organizan y facilitan la participación de las comunidades priorizando necesidades y problemas.

### Caso de trasiego de sustancias químicas de 2015
El 30 de julio de 2015, en el marco de la crisis política desatada desde el 16 de abril de 2015 cuando la Comisión Internacional Contra la Impunidad en Guatemala (CICIG) hizo público el Caso de La Línea sobre contrabando multimillonario en las aduanas dirigido por los altos jerarcas de la Superintendencia de Administración Tributaria de Guatemala que provocó la renuncia de la exvicepresidente de Guatemala, Roxana Baldetti, y de otros casos de alto impacto -Caso Redes, Caso IGSS-Pisa y Caso Lavado y Política, entre otros - la CICIG y el Ministerio Público de Guatemala capturaron a Odilia, Israel y Jairo González García - esposa y cuñados del alcalde de Puerto San José durante allanamientos domiciliares.  La PNC indicó que fueron detenidos por presuntos delitos de lavado de dinero y asociación ilícita, por su posible relación con el mexicano Ramón Yánez, capturado hace algún tiempo por trasiego de sustancias químicas necesarias para producir drogas sintéticas. El alcalde, Jorge Alberto Rizzo, no fue capturado pues goza de derecho de antejuicio por su puesto público; lo acusaron de lavado de dinero u otros activos y asociación ilícita, y lo señalaron de trasegar mercancías ilegales en apoyo a la estructura del presunto narcotraficante Ramón Yáñez y de haberse beneficiado de Q23 millones.
La investigación contra Rizzo inició tras la incautación de documentos realizado tras un allanamiento en una residencia de Yáñez, quien fue capturado en 2014; entre 2008 y 2011, Yáñez le habría facilitado dinero en efectivo para adquirir bienes inmuebles en el puerto de San José, Masagua, Escuintla, y Antigua Guatemala.  Los cuñados del jefe edil registraban en sus cuentas bancarias hasta Q40 millones, y poseían vehículos e inmuebles; la esposa del alcalde tendría cuentas bancarias por Q1.84 millones y vehículos valorados en más de Q160 mil.

## Historia
Por varia razones, el antiguo y vecino puerto de Iztapa no ofrecía las características que el país exigía en su momento, por ello se pensó trasladar el puerto a otro lugar. Como resultado de un estudio, el 12 de mayo de 1852 fue trasladado del puerto de Iztapa al lugar en aquel momento llamado «El Zapote», conocido en la actualidad como San José o Puerto de San José.
Dos décadas más tarde, el puerto de San José había crecido lo suficiente como para que la población comenzara a realizar gestiones ante las autoridades nacionales para que el lugar adquiriera el estatus de municipio. El municipio fue fundado el 2 de enero de 1875.

### Arribo de Anne y Alfred P. Maudslay en 1892
Las incomodidades del desembarco en Puerto San José quedan evidenciadas en el relato que de ello hizo la esposa del arqueólogo Alfred Percival Maudslay, Anne Maudslay, de su arribo a Guatemala procedentes de Acapulco en la década de 1890: 
| Nuevamente anclamos en alta mar, y cuando llegó el momento de desembarcar fuimos balanceados por la borda del barco en una silla por turnos y luego colocados de sopetón sobre los otros pasajeros y los bultos de equipaje en una embarcación ligera que estaba junto al barco. Esta operación fue realizada a la inversa cuando nos aproximamos a la orilla, y una jaula fue descendida desde el muelle de hierro que se alzaba prodigiosa y alarmantemente alto sobre nosotros, y fuimos alzados hacia un sitio seguro. Gracias al cielo que no había marea alta, solo las tranquilas olas que batían incesantemente la costa. Aun así, el desembarque fue una experiencia desagradable, y no quiero imaginar como sería en un día tormentoso; pero se debe recordar que aun el terror de aprovechar el momento exacto para salir como se pueda de una embarcación ligera para entrar a una pesada jaula, que por momentos choca contra el suelo de la embarcación y por otros se balancea peligrosamente sobre las cabezas de los pasajeros, es preferible al método antiguo, en el que la embarcación ligera era remolcada sobre las olas, y los desafortunados pasajeros desembarcaban, empapados y aterrorizados, aun si tuvieron la suerte de no naufragar o escapar de los dientes de hambrientos tiburones. Con respecto a como era San José a finales del siglo Siglo XIX, Maudslay relata: Una larga playa de arena caliente viendo hacia el sur, un horizonte lleno de palmeras y bananales, unas cuantas casas y el océano sin fin describen el puerto de San José. No hay una sola posada decente en el lugar, y nuestra condición al ver que el único tren hacia Guatemala partía sin nosotros (gracias al atraso en que nos dieran nuestras pertenencias en la aduana) hubiera dado lástima, si no hubiera sido por la amable hospitalidad del coronel Stuart, agente de la empresa naviera, quien nos acogió en su casa en la playa y nos acomodó para la noche. —Annea Maudslay A glimpse at Guatmala, 1899 |

### Caso de contenedores en Puerto Quetzal en 2016
El 15 de abril de 2016, a casi un año de descubrir el Caso de La Línea —y un día después de que Juan Carlos Monzón fuera aceptado como colaborador eficaz en el caso— el Ministerio Público y la CICIG desbarataron otra estructura de corrupción que involucra a los exmandatarios Otto Pérez Molina y Roxana Baldetti: capturaron a más de diez personas por su supuesta implicación en el proceso anómalo de usufructo en la Empresa Portuaria Quetzal para favorecer a la empresa de capital español Transportes de Contenedores Quetzal (TCQ).
El expresidente Pérez Molina había entregado en usufructo por 25 años un área de 348 mil 171 metros cuadrados del Puerto Quetzal a la firma TCQ, que a su vez es –subsidiaria de la empresa española «Transporte de Contenedores» de Barcelona el día Miércoles Santo del 2013, un día en el que prácticamente nadie trabaja en el país.
De acuerdo a lo reportado por los entes investigadores, la exvicepresidenta Baldetti, el expresidente Pérez Molina y el exsecretario general de la Presidencia, Gustavo Martínez, y el exsecretario privado de la vicepresidencia, Juan Carlos Monzón, participaron activamente en que se otorgara este contrato desde el momento en que se inició el gobierno del Partido Patriota el 14 de enero de 2012; de hecho, el 24 de enero de 2012 el operador Guillermo Lozano recomendó a Pérez Molina nombrar a Allan Marroquín como interventor de la Empresa Portuaria Quetzal, y posteriormente, por recomendación de Baldetti se nombró a Julio Sandoval como subinterventor de la entidad, todo en preparación para llevar a cabo la negociación con TCQ, específicamente con su representante en Guatemala, el ciudadano español Juan José Suárez.
De acuerdo a lo reportado por el MP y la CICIG, habría habido una comisión para los gestores nacionales de treinta millones de quetzales, y que entre los beneficiados por habría estado el expresidente y la exvicepresidenta; de hecho, cuando se vio que Lozano no avanzaba con la negociación nombraron a Juan Carlos Monzón para que la agilizara, cosa que logró.  Monzón se habría reunido con los representantes de TCQ por desacuerdos en el pago de la comisión, que Pérez Molina habría solicitado que fuera en efectivo y consiguió que se realizara en un plan de pagos hasta 2016.  También se informó que de la comisión se descontó el pago de soborno a sindicalistas y personas de la Procuraduría General de la Nación y de la Contraloría General de Cuentas.
La fiscal general Thelma Aldana también anunció la interposición de un antejuicio en contra del magistrado de la Corte Suprema de Justicia, Douglas Charchal Ramos, quien presuntamente ayudó a Monzón a evitar un obstáculo jurídico de la empresa TCQ para obtener una licencia de construcción; a cambio, Charchal se habría reunido con Monzón para acordar su elección como magistrado de la Corte Suprema de Justicia. La fiscal general también anunció la interposición de un antejuicio en contra del magistrado de la Corte Suprema de Justicia, Douglas Charchal Ramos, quien presuntamente ayudó a Monzón a evitar un obstáculo jurídico de la empresa TCQ para obtener una licencia de construcción.
Sin embargo, tras casi un año de intervención la operación fue declarada de interés nacional e inició operaciones en febrero de 2017.

## Turismo
Uno de los principales centros turísticos es el Puerto San José que es una ciudad que está a las orillas del Océano Pacífico. Hoy día las instalaciones portuarias originales han dejado de utilizarse debido a la construcción del moderno Puerto Quetzal que ofrece mayor capacidad de carga e infraestructura moderna que permite el atraco de barcos de gran calado.
San José es un destino turístico especialmente de nacionales, sus playas son visitadas durante los fines de semana y especialmente en época de Semana Santa y Año Nuevo.